# Herald Mail
 (février 2019).
Si vous disposez d'ouvrages ou d'articles de référence ou si vous connaissez des sites web de qualité traitant du thème abordé ici, merci de compléter l'article en donnant les références utiles à sa vérifiabilité et en les liant à la section « Notes et références ».
Le Herald-Mail est un journal desservant les villes de Hagerstown (Maryland), Chambersburg, et Martinsburg (Virginie-Occidentale), et les comtés environnants.

## Histoire
Le Morning Herald fut le premier quotidien de Hagerstown. Il commença sa publication en 1873. Le Mail a commencé en 1828, mais n’était pas un quotidien, jusqu’en 1890 devant The Daily Mail. En 1920, les deux journaux fusionnent. En 1960, ils ont été achetés par Schurz Communications de South Bend (Indiana).
Deux journaux étaient alors proposés chaque jour : le Morning Herald le matin et le Daily Mail l'après-midi. Le 1er octobre 2007, la société de presse a combiné les deux journaux en un seul journal du matin, The Herald-Mail. Cette décision fait suite à une tendance nationale de consolidation du papier imprimé pour mieux concurrencer la popularité croissante des ressources de nouvelles du World Wide Web. L'édition du week-end est diffusée le samedi et le dimanche dans une édition matinale également appelé The Herald-Mail.
Le Herald-Mail appartient à Schurz Communications depuis 1960 et est le deuxième plus grand journal en circulation dans l’entreprise.
Depuis 2011, le journal a été imprimé par The Frederick News-Post à Frederick (Maryland).
En 2019, il a été racheté par le groupe GateHouse Media.

## Lectorat
Selon le Herald-Mail, le journal a un tirage payant de 27 000 exemplaires la semaine et 32 000 le dimanche, il compte environ 60 000 lecteurs quotidiens. 20 % du lectorat est en Pennsylvanie et en Virginie-Occidentale.
Le site Web du Herald-Mail enregistre 3 millions de pages vues par mois, avec une moyenne de 330 000 visiteurs uniques par mois.